# Molí del Sol
El Molí del Sol és un molí fariner fet de pedra del país al sud del nucli de Santa Coloma de Queralt (la Conca de Barberà). La porta principal té una gran pedra que serveix de llinda on hi ha esculpit un escut amb un sol i que porta l'any 1753 (el núm.3 ja esborrat). Aquest molí es troba al peu del riu Gaià prop d'on s'ajunta el Torrent de Claret amb el Gaià. El feu construir Anton Sol. El molí rebia l'aigua directament del riu des d'una petita resclosa que, canalitzada per una séquia, omplia la bassa. La resclosa fou treta l'any 1926.